# デッドライジング4
『デッドライジング4』（DEAD RISING 4）は、マイクロソフトより2016年12月に発売されたXbox One、Windows 10用アクションゲーム。
デッドライジングシリーズの5作目。本作では日本語吹き替えが実装されている。
ダウンロードコンテンツの収録と追加要素を付加したPlayStation 4版『デッドライジング4 スペシャルエディション』（DEAD RISING 4 Frank's Big Package）が発売された。PS4版の発売元は、開発元のカプコンが行っている。

## PS4版の問題点
後発のPS4版はバグが多く、バージョン1.01にアップデートをするとセーブデータが破壊されるといった致命的なバグが報告されたため、アップデートとDLCの配信は中止。その後バージョン1.02配信によりバグは改善された。。

## ストーリー

### 本編
ロス・ペルディドスの事件の後、ニック・ラモスの血液から作られたワクチンによりゾンビの治療法が確立され、人々はようやくゾンビ化の恐怖から解放された。
2021年9月、ヴィックの誘いでミニゴルフに向かったフランクだったが、ミニゴルフではなくヴィックの入手した人体実験の現場に付き合わされることになる。
そこでは、クローン人間をゾンビ化し何らかの研究を行っている事を発見する。しかし、ヴィックの行動が原因で侵入がバレてしまいヴィックはフランクを見捨てて逃走、フランクはZDCによって拘束されてしまう。
そして4ヶ月後のコロラド州ウィラメッテのクリスマス。
16年前の事件の記念で建てられたウィラメッテメモリアルメガプレックスのグランドオープンの日であるブラックフライデーに2度目のアウトブレイクが発生、ウィラメッテは再びゾンビの巣窟となってしまう。
4ヶ月前に行方不明となった教え子のヴィックを追うべく、フランクはZDC捜査官のブラッド・パークと共に再びゾンビの巣窟となったウィラメッテに乗り込むことになる。

### Frank rising
本編エンディングでヘリから落ちゾンビの群れの中に消えたフランクは、ゾンビらに襲われ、自らもゾンビと化してしまった。ゾンビの本能に支配され、人々を襲っていくフランクはまだ脱出していなかったハモンドらによって銃撃され、ブラックバーンによって捕獲される。
ブラックバーンの薬によって自我を取り戻したフランクは、自身がバーナビー博士が目指していたゾンビの完成形だということをブラックバーンから聞く。しかし、フランクは自身を治療する道を選択。フランクは約1時間後に訪れる空爆までに、自身のゾンビ病を治療し、ハモンド達と脱出する事を目指す。

## ゲーム内容

### 新システム
アイテム分類
本作では手に入れた近接武器、射撃武器、投擲武器、回復アイテムはカテゴリー毎に別のアイテム欄に保管され、近接武器や回復アイテムを投擲することはできなくなってしまった反面、各ボタンを押すだけでそれぞれのボタンに割り振られたカテゴリーのアイテムを使用することができるようになった。また、レベルが上がるにつれて所持可能な量も増加し、最終的には近接武器・射撃武器・投擲武器はそれぞれ八個、回復アイテムは七個と計31個ものアイテムを所持できるようになる。
歩行・走行
過去作ではレベルが上がるにつれて移動速度が向上したほか、白いミックスジュースを飲むことで一時的に移動速度を上昇させることができたが、本作ではスタミナを消費する「ダッシュ」でスタミナがつきるまで全力疾走できる。また、最大までレベルを上げるとスタミナを一切消費しなくなり、無限に走れるようになる。
近接攻撃
過去作で複数のボタン入力の組み合わせで発動できた「スキル」は廃止された。
近接戦闘では手にした武器や素手で相手を攻撃する「通常攻撃」と相手を大きく怯ませる「ノックバック攻撃」、倒れた敵へ追い討ちする「グラウンドアタック」、威力が少し高いジャンプしながらの通常攻撃「ジャンプ攻撃」、前方の敵を転倒させるジャンプしながらのノックバック攻撃「ジャンプキック（過去作ではレベルを上げると獲得できるスキルの一つだった）」を繰り出すことができ、武器によって挙動が変化する。また、ダッシュしながら通常攻撃すると「突進攻撃」になり、相手を転倒させる。
ノックバック攻撃とグラウンドアタックは片手で扱う武器を装備している場合は（大抵は）キックやストンプとなるが、両手で扱う武器を装備している場合はその武器で行う。また、突進攻撃は軽い鈍器を装備している場合はそのまま武器で攻撃するが、それ以外の武器を装備している、もしくは素手の場合はタックル(第一作では使い勝手が悪いスキルの一つだった)を繰り出す。
また、フライングドッジ（過去作ではレベルを上げると獲得できるスキルの一つだった）で回避行動も可能。
スキルムーブ
コンボが一定数溜まると使えるようになる、過去作におけるスキルのようなもの。
素手及びベース武器でのスキルムーブは基本的に掴むタイプのもので、手にした武器での攻撃もしくは素手でのプロレス技で相手を即死させる。また、人間の敵に対して発動した場合は武器に関わらず必ず素手でのスキルムーブとなる。素手でのスキルムーブは複数のバリエーションがあり、「フェイスクラッシャー」、「両足タックル」、「スープレックス」等、過去作でフランクが「スキル」として身に付けていた体術となっている。
コンボ武器及び一部のマニアック専用武器でのスキルムーブは広範囲攻撃であり、相手を掴まない。
ボス戦では掴むタイプのスキルムーブは、大半のボスは振りほどいて無効化してしまうためにコンボ武器での掴まないタイプのスキルムーブが有効。また、火炎放射器兵、カバレロ大尉、フォンタナは通常の掴むタイプのスキルムーブは無効化してしまう反面、条件を満たすことでこれらのボスに対して特殊なスキルムーブを発動できるようになっている。
最初は25コンボ溜めることでようやく一回繰り出せるなど使い勝手が悪いが、訓練マニュアルを入手したりレベルをあげることで、最終的にはわずか15コンボで発動可能になる上、更に二回連続で繰り出せるようになる。これにより、本作でも最終的には素手でゾンビの大群や敵兵の部隊を相手に戦えるようになる。
エキゾスーツ
エキゾ兵が装備している強化スーツ。フランクが持てない武器も持てるようになり、エネルギーを消耗しきるかパージすると外れる。道中の補給物資の中に入っていることがあり、フランクも着用可能。アップグレートは全5種類ある。
アイスアップグレート
エキゾスーツにアイスクリームメーカーを装備した強化形態。氷属性の強力な攻撃を行い、スキルムーブでは前面にブリザードを起こしゾンビを一掃する。
ミリタリーアップグレート
エキゾスーツに専用の軍用装備を装備した強化形態。パンチで相手に爆弾をつけ爆破させ、スキルムーブでは背中のミサイルランチャーで広範囲爆撃を行う。
エレクトリックアップグレート
エキゾスーツにゲーム機を装備した強化形態。
ゼロエキゾスーツ
クリア後に使用可能になるエキゾスーツ。ゼロの形をしたエキゾスーツで、ゼロバスターとゼットセイバーを装備しており、スキルムーブでは、前方広範囲を切る衝撃波を出す。エネルギーは無限だが耐久力がある。
オートセーブ
今作のセーブは完全に自動式になり、チェックポイントも前作よりも細かく配置された。セーブの手間が省けた反面、任意のタイミングではセーブ出来なくなり、また、前作と違って複数セーブデータは用意されているが1プレイにつき一つのデータのみを使うプロフィール形式であるため、『1』『2』のように複数のデータに分ける事も不可能。

## ゲームモード

### シングルプレイ
通常のストーリーモード。本作は制限時間が廃止されているため自由に行動できる。

### マルチプレイ
前作におけるCO-OPプレイに当たるシステムだが、本作ではストーリーCO-OPではなく、専用のチャレンジミッションを行うことができる。操作キャラクターはハモンドの部下であるアイザック、ジェッサ、ジョーダン、コナーの4人。4つのエピソードがあり、各エピソードにボスが存在する。旧作同様制限時間が設けられており、プレイヤーは制限時間内にハモンドから頼まれるミッションをこなしていくことになる。

### Frank rising
追加ダウンロードコンテンツで、本編エンディングから続くエピローグを描く。本モードでは旧作同様制限時間が設けられており、時間内にゲームをクリアしないといけない。 パワーアップは本編とは独立しており、武器を持ったり車両に乗ることは不可能。アクティビティで強化されたものは毎度リセットされるが、収集物等のパワーアップは周回しても引き継ぐ。

### カプコンヒーローズ
PS4版で追加。カプコンキャラの衣装を身に着け、キャラの能力を駆使してゾンビを倒していく。Xbox One版はXbox One X Enhancedの対応と合せてアップデートで追加された。

## 登場人物
以下には基本的に英語声優を記述しているが、本作の日本語版には日本語音声しか収録されていない。
フランシス（フランク）・アルジャーノン・ウエスト (Francis“Frank”Algernon West)
声 - 日本語:咲野俊介、英語:タイ・オルソン
第一作『デッドライジング』や第三作『デッドライジング2 オフ・ザ・レコード』、本作の主人公で、『デッドライジング2』のDLC『CASE:WEST』や実写映画『デッドライジング ウォッチタワー』の登場人物。
元フリーランスのフォトジャーナリストで、現在は調査報道を専攻する大学教授。52歳。オリーブグリーンのジャケットを着ている。
過去作では皮肉屋ながらも情に篤い正義漢だったが、今作では自分勝手で尊大になり、またかつての出来事から現実的で皮肉屋な性格が強くなった捻くれ者。また、人への同情心がやや薄れ、デリカシーが欠ける部分も見られるなど、旧作とは別人のように変貌している。そればかりか非人道的な研究を前にしても金とスクープの事しか考えなかったり、惨劇の中で不謹慎なジョークを連発するなど、ある意味ではサイコパスと化しているといえる。
戦闘力は衰えておらず、車を体当たりで吹き飛ばす程の重量があるエキゾスーツを装備した兵士「エキゾ兵」に苦もなくスープレックスを仕掛けるほどの怪力と、ロケット弾の直撃さえ軽傷で済むほどの人外じみた頑健さを誇る超人。
16年前にウィラメッテショッピングモールで発生した最初のアウトブレイクをスクープした後は色々あったが、現在もフォトジャーナリストとして活動する傍らで後進の育成も行っており、後に一人でアウトブレイクが発生したウィラメッテに乗り込んだヴィックを追って自身もブラッドと共に彼女の後を追う。
エンディングでは大量のゾンビから逃げ、離陸したヘリコプターのスキッドに掴まるが、大量のゾンビに足を掴まれてしまったことで、このままではヘリコプター諸共落ちてしまうと悟り、ヴィックに「狙うものだけを見据えろ」と伝えてスキッドから手を離し、大量のゾンビと共にウィラメッテメモリアルメガブレックスの屋上へ落ちた。その直後に進化型ゾンビに喉元を噛みつかれゾンビ化する。ゾンビ化後はコールダーを含む他のゾンビとは比べ物にならない程の戦闘力を身に付け、敵対的な生存者を虐殺していたが、ハモンドとブラックバーンに捕らえられ、簡易治療によって正気を取り戻す。その後はブラックバーンの研究の手伝いをさせられ、その過程でゾンビ化した自身に不信感を抱くハモンドの問題もあったが、何とか事を片付ける。
最後はブラックバーンのゾンビ化を治す治療によって元の人間に戻り、最後にはハモンド達と共に救出に駆け付けたヘリコプターに乗ってウィラメッテから脱出した。
ゾンビ フランク
『Frank rising』における進化型ゾンビと化したフランク。肌の血色が悪く、眼球が緑色に発光している。
その強さたるや武器や車輌、回復アイテムは使用できないが戦闘力はすさまじく、エキゾスーツを装備した兵士数人をまとめて相手にできるほど。
スキルムーブの代わりに相手に噛みついて体力を回復する「フィースト」、地面を蹴ってタックルを繰り出しゾンビを押し退ける「ダッシュ」、相手に飛びかかって押し倒し武装解除する「パウンス」、口から緑色で酸性の液体を発射する「胆汁（英語版では酸）」、咆哮を挙げて相手を怯ませる「ハウリング」といった特殊能力を繰り出せる。また、通常の近接攻撃は引っ掻き攻撃に、ジャンプキックはドロップキック(『2』で主人公チャックが身に付けるスキルの一つでもある)に、ジャンプしながらの通常攻撃はツーハンドスマッシュ(『オフ・ザ・レコード』ではスキルの一つだった)に変更されている。
アイテムを収集することで耐久力・攻撃力・スタミナ・回復力と言った基本能力がパワーアップし、ミッションをこなしてお姫様蜂を吸収することで上述の特殊能力を強化できる。
最大まで強化すると、引っ掻き攻撃はゾンビの肉体を一撃で切り裂く威力に、体力は初期の二倍に、スタミナは無限になり、戦闘中でも自動で体力を回復し、本来は怯ませるだけの「ハウリング」だけでエキゾ兵を即死させることができるようになる。
クラシック フランク
『カプコンヒーローズ』におけるフランク。第一作『デッドライジング』での初期コスチュームを身に纏っている。
肩に提げたカメラは撮影に使うものとは別で、スキルムーブで使う。通常攻撃は様々な日用品をどこからともなく取り出して振り回しては捨てるを繰り返す。ストンプやジャンプパンチは長剣の降り下ろし攻撃に、タックルはバールでの殴打になる。射撃武器はクールタイムが必要とはいえ無限に撃てるリボルバーで、投擲武器は割れると近くのゾンビの頭が破裂するゾンビパラサイトの女王蜂が入った瓶。
スキルムーブは二つあり、一つは本編のスキルムーブと同じく攻撃ヒット数を稼いで繰り出せる、カメラのフラッシュを三回連続で焚いて広範囲の敵を目眩ましする技。もう一つのスキルムーブはコンボ武器「スレッジソー」の振り回し攻撃で、本編ではヒット数を稼がなくては発動できないスキルムーブだが、このクラシック・フランクは四回連続で通常攻撃を繰り出すと四回目の攻撃として自動的に発動する。スレッジソーを振り回している最中はスーパーアーマーとなるため、ボス戦(特に対コールダー戦)にて非常に有利。
アーケードゲーム機筐体で様々なカプコンのキャラクターに変身できる。なお、エキゾスーツを装備したジェームズ大尉との戦闘では最初から生身で戦えるなど、フランクの超人的な描写がより強調される。
ヴィッキー(ヴィック)・チュー (Vicky "Vick" Chu)
声 - カレン・デイビッド
黒髪ショートボブのジャーナリズム専攻の大学生。22歳。フランクの教え子。苗字から広東／香港出身もしくは繋がりがあることが示唆されている。
服はビーニー帽にマフラーでライトオリーブ系色のジャンバーだったり、帽子の上からフード被りで全体的に黒で動きやすそうな服だったりする。
性格は頑固で無鉄砲。そのため、自分勝手で暴走しやすい。名声や栄光よりも真実を突き止めたがり、非人道的な研究に憤ったり犠牲者に憐憫の目を向けるなど、一見すると正義感が強いようにも見えるが、実際は自分の手柄の為ならフランクや他者を犠牲にすることも厭わず、悪い連中と手を組もうとするなどの手段も選ばない。また、初代のフランクに似ているところが多々ある。
ミニゴルフに行くと嘘の誘いをフランクにし、フランクと一緒に軍の施設に乗り込むが、実験動物扱いされていたゾンビに同情し、ゾンビを殺害してしまう。その後、侵入がバレてしまい、フランクを見捨てて一人軍事施設から逃げ出す。数週間後にはアウトブレイクが発生したウィラメッテに単身乗り込み、フランクの狙うスクープを横取りしようと様々な騒動を起こすが、終盤では事件の元凶であるコールダーと対峙するフランクをサポートし、遂には脱出に成功する。
だが、フランクがゾンビの集団に引きずられてウィラメットに戻ったため死んだと認識したヴィックは自分の言葉ですべての出来事を語り、フランク・ウェストがウィラメットで死んだことを世界に伝えた。上記の性格に加え、見捨てた挙句に散々振り回したフランクに対しても軽く謝っただけで済ませたばかりか直後に居直るなど、彼女もまたサイコパスに近い面がある。
ブラッド・パーク (Brad Park)
声 - スティーブ・バシック
前作（一年前）より髪がふさふさになり髭も生え、皴が増え濃くなっている厳つい顔のアジア系男性。『4』のイベント中に大佐に昇進する。
前作『デッドライジング3』のDLC"真の捜査官"に登場したZDCのエージェント。裏ではZombrex密売ディーラーを行っていた。45歳。
デッドライジング3の事件後はZDCの取締役となり、フランクに対してヴィックが単独でウィラメッテに乗り込んだ事を知らせ、フランクと共に彼女の後を追う。その後、終始フランクをサポートし続け、終盤ではヴィックと共に脱出に成功する。
ポーラ (Paula)
声 - メレン・マクマホン
ポッドキャストブログ『ポーラのアンデット・ゴスペル』の黒のミディアムヘアに眼鏡をかけた黒人女性編集長。26歳。
妙にカラフルな服装をしており、赤い帽子に青系の短めマフラーに黄色の羽織ものである。
フランクの取材に協力し、またマニアックのいる場所についてフランクに教えるが、友人が目の前で残酷に殺された後は放送局をやめている。事件5ではシェルターでハモンドの部下たちとダーシー共々トムの信望者に襲われるが、駆けつけたフランクに助けられる。フランクへスケアー・キングの情報を伝えた後は連絡がないため、その後の消息は不明。
ダーシーに好意を持たれているが、ボーイフレンドを助けたことを感謝するとき以外触れていない。
ダーシー (Darcy)
声 -  ジャイルズ・パントン
アイパーリーゼントと眼鏡が特徴の『ポーラのアンデット・ゴスペル』の管理人である男性。24歳。
アウトブレイクを引き起こした原因について語るための情報収集を熱望していることから、フランクの取材に協力する。ポーラに再開後、トム・ピクトンの手下たちに閉じ込められ、ポーラ、コナー、アイザック、ジェサと共に見つかる。
ポーラに好意を持っている模様。
カイリー・ジェーン・ハモンド (Kylie Jane Hammond)
声 - エセ・アタウォ
黄色のジャンバーが特徴のショートヘアの黒人女性。30歳。民兵団の副リーダー兼ウィラメットのチーフエンジニア。それ以前は海軍のエンジニア。
リーダー向きの性格で、意志が強く優しい。フランクはカイリーに好意的で尊敬の念を抱いていた。
トムの民兵団の一員として活動し最初はフランクを最低な奴だと思っていたが、襲撃の失敗の濡れ衣を着せられた上に八つ当たりの様に襲われ片目を失明し、暴走したトムを止めるために部下4人と共にトムや彼の民兵団に反抗する。それに際しフランクに協力を要請し、いろいろ手伝ってもらったりしている。爆弾でフランクの道を開いていたが、それに乗じてゾンビの大群が現れ、フランクに逃げるよう言い謝罪するも逆にフランクから安全なところへ逃げるよう促された。
その後、クーデターを実行に移すもトムによりジョーダンと共に捕虜にされ、農場に監禁され、処刑のためにセメント工場に連れていかれてしまう。フランクが助けに来た時には椅子に縛られていた。フランクがトムの注意をそらし、殴る時間を与えられるも誤って落下するもグラップリングフックで助かった。その後はフランクがトムを制したのち、トムを殴り命乞いをされるも非常識な発言で怒り、トムを蹴り落して殺害した。最後にジョーダンと共に下水道の道を開くための爆弾を渡し、民兵のリーダーとなった。
DLCの『Frank Rising』にも重要人物として登場し、アサルトライフルでゾンビを撃つがそれがフランクで、ゾンビ化したフランクに襲われそうになるもブラックバーン博士に助けられ、博士の説明を聞きながら「悲惨な目に合わせないで」と告げ、博士に早く戻ってくるように告げた。その後はフランクからの電話を冗談だと思い話す前に切ってしまう。ワイナリーの地下室でフランクの治療薬を作るさなかフランクが意図せず治療薬を作るのに必要なスズメバチの女王を激怒させてしまい大量のゾンビと戦闘になる。その間にハイジャックには成功するも治療薬が出来ていないためフランクを待つことになる。
GOODエンドでは間一髪でフランクがたどり着き、協力して部下全員をヘリに乗せることに成功し、ハモンドはフランクとガッツポーズをし二人の友情を確かなものにしつつ生還した。BADエンドではフランクが間に合わずゾンビの大群に襲われ死亡（博士と共にフランクは助かるもののカイリーを助けられなかったことをひどく落ち込み、そのまま表舞台から姿を消してしまう）。
プレイできないキャラであり、マルチプレイでは司令官となり、目標や指示をくれる。
ジョーダン・マックスウェル (Jordan Maxwell)
声 - ローレン・ホワイト
坊主頭に薄紫の服に黒のジャケットの女性。33歳。元女鉱夫で今は民兵団の一員（後はハモンドの部下）。爆薬のエキスパートで爆弾が扱える。
ハモンドの親友であり、それゆえにハモンドに対する忠実心に溢れている。
トムに対するクーデター時にハモンドと一緒に連れ去られ、ハドソン酪農場の倉庫で殺されそうになるが、駆け付けたフランクに救われ、カイリーが連れていかれたことをフランクに伝えた。爆薬のエキスパートなだけあり、二回もフランクの行く道を爆弾で開いてくれる。
マルチプレイヤー時のプレイキャラとしても登場し、爆薬のエキスパートなだけあり初期装備が手榴弾である。
アイザック・トレメイン (Isaac Tremaine)
声 - イーライ・ゴリー
黒のジージャンで短髪に髭面の黒人男性。29歳。民兵団の一員で後にハモンドの部下となる一人。元肉屋。詩を書くのに熱中している。
事件2の最中、フランクを待ち伏せしてトムの屋敷に連れていき、ハモンドを助けに行くように言う。トムを殺す前にアイザックはジェサと共に生存者を輸送するための避難用車両をつかむ手助けを志願する。
マルチプレイヤー時のプレイキャラとしても登場し、初期装備は肉たたき的な意味でなのかスレッジハンマーである。また、時々詩を朗読する。
『Frank Rising』ではハモンド、ジェサと共にいる。グッドエンドでは助かり、バッドエンドではハモンドとジェサと共にゾンビの大群に殺される。
公式画像の中で、大斧を手にしているものがある。
ジェサ・ヤツダ (Jessa Yatsuda)
声 - ルヴィア・ピーターセン
黒のワッチ 風の帽子に左側に前髪を流し両腕にタトゥーのある女性。民兵団の一員（後のハモンドの部下）の一人。元メカニック。37歳。
事件1から登場し、フランクにコンボ車両について教える。事件2では戦っていたのをフランクに救われ、事件4でトム殺害前にジェサはアイザックとともに避難用車両をつかむ手伝いを志願する。その後トムにつかまり、閉じ込められるもフランクに助けられる。その際、アイザックの手当てをしていた。
マルチプレイヤー時のプレイキャラとしても登場し、初期装備はショットガンである。
『Frank Rising』ではハモンド、アイザックと共にいる。グッドエンドでは助かり、バッドエンドではハモンドとアイザックと共にゾンビの大群に殺される。
公式画像の中で、日本刀を所持しているものがある。
コナー・マクマン (Connor McMann)
声 - マシュー・ケビン・アンダーソン
左に寄せた髪形に耳にピアスの白人男性。ホテルの受付係兼バーテンダーかつハモンドの部下。27歳。
赤系チェック柄のシャツ、黒の縦縞カマーベスト、水玉模様の赤い蝶ネクタイと何故か柄が渋滞しており、落ち着いた色味なのに目がチカチカしそうな服装をしている。
フランク達が避難したホテルに籠っており、フランク達を援護する。その後、フランク達と別れた後は民兵団に入ったが、ハモンドから指示される内容が雑用な事に不満を持つようになる。高校ではジョーダンを手当てしていた。トムへのクーデターに消極的。
マルチプレイヤー時のプレイキャラとしても登場し、初期装備はスーパースプレーである。
公式画像で銃を片手にポーズをとっているものがある。
ダイアン・ブラックバーン (Diane Blackburne)
声 - ウェンディ・フォッシュ
後ろで髪を団子にし眼鏡に白衣の女性。元オブスキュリスの研究主任。生物学者で元ゾンビ研究者。50歳。
かつてはゾンビの研究を行っており、バーナビー博士の研究にも協力していたが、彼の死後は独自で活動するようになる。その後、命の危険を感じ、オブスキュリスから脱出し逃亡中となる。
事件3ではヴィッキーに椅子に縛り付けられている。

### 友好的な生存者
ジョン (John)
兜は被っていない騎士の格好をしている男性。コンボ武器のアイスソードを持っている。
サンドラ女王が狂ったことで肉屋の冷凍庫に閉じ込められてしまった。兜はしていないがサンドラ女王の手下と同じような鎧を着ている。鍵を開けたら、安全な場所までエスコートすることになる。
ジェニファー (Jennifer)
緑のビーニー帽に黄緑のジャンバーの褐色肌の女性。フランクの大ファン。
フランクにコミックショップの屋上、ウェルカムサイン、Water Towerを急いで撮影するように求める。制限時間内に撮影するとシェルターへ避難してもらえる。
アリソン (Allison)
どこで入手したのか、刀を持っている女性。
敵対的な生存者によってブース後方に火を付けられ、閉じ込められてしまった。火を消すと、安全な場所までエスコートすることになる。
テイラー (Taylor)
ホテルの205号室のバスルームに閉じ込められていた男性。
敵対的な生存者によってホテルの205号室のバスルームにバリケードを張られ、閉じ込められてしまった。バリケードを破壊すると、警備室までエスコートすることになる。
ジョシア (Josiah)
髭面の男性。コンボ武器のアンブレラガンを持っている。
貴重な67年もののカスティーリョ・アスールを探しにワイナリーへ来ていた。彼の探しているワインをワイナリーで探すことになる。彼の元へワインを持ってくると、ゾンビが大量に出現しており、それらを全て倒してワインを渡すことでシェルターへ避難してもらえる。
ジェイミー (Jamie)
トムの農場にいる作業服を着た男性。
友人が行方不明になっており、自分自身がその原因だと思っている。友人が最後に確認された場所へ探しに行くようフランクに依頼するが、すでにその友人は敵対的な生存者に殺されており、死体の写真を撮ってそれを見せることでシェルターへ避難してもらえる。なお、このミッションには制限時間があり、制限時間内にトムの農場から立ち去らせないとトムに殺される。
ハリス (Harris)
事件5に登場するオブスキュリスの軍曹。
陸軍基地急襲の影響でゾンビに囲まれていたところをフランクに助けを求める。本人曰く「誰も撃っていない」らしい。フランクに助けられると、これからも人を殺さないと誓いシェルターへ避難する。

### その他
ラッセル・バーナビー博士 (Dr.Russell Barnaby)
16年前の最初のアウトブレイクで死亡したサンタカベザ畜産研究所の所長。意図せずしてゾンビパラサイトを作り出した本シリーズの元凶。
今作では市内のワイナリーの地下に研究所とゾンビ化した人間を元に戻す治療装置を保有していたことが明らかになる。

## 登場する敵
ゾンビ
サンタ・カベザで開発された旧式の寄生虫から誕生したゾンビ。前作で作られたワクチンは効かない。
特徴はこれまでのシリーズ他作品におけるゾンビと大差はなく、映画「ナイト・オブ・ザ・リビングデッド」に登場するリビングデッドと似た特徴（動作は鈍く、知能も低いが、タフネスで噛まれると噛まれた者もゾンビ化する等）をもつ。
なりたてゾンビ
人間がゾンビ化して間もない状態。目が赤く発光している点が外見上の最大の特徴。
肉体の壊死がほとんど無いため動作は俊敏でタフネス。肉体が欠損してもすぐに死なず、下半身を全て失っても這いつくばって追ってくる。食欲ではなく「怒り」に支配されている。
進化型ゾンビ
なりたてゾンビが体内の寄生虫に抵抗した姿。上半身は裸でスキンヘッド。身体の周囲を緑色に発光する寄生蜂が飛び回っている。
ある程度の知性を持っており、「ゾンビの大将」ことコールダーの命令に忠実に従い組織的な集団行動が可能。さらになりたてゾンビを遥かに上回る俊敏な動きとタフネスを併せ持つ、壁に張り付いて高所から飛びかかる、通常のゾンビやなりたてゾンビをおびき寄せる、振りほどくことのできない攻撃を仕掛けてくる、通常のゾンビの近くで咆哮をするとゾンビが凶暴化しなりたてゾンビと同じ動作をするようになる等、敵対的な生存者やオブスキュリスの兵士をも上回る脅威である。道具等を使用しないのが唯一の救いである。

### 敵対的な生存者（Hostile Survivors）
マスクの奴ら（Masked Boys）/敵性略奪者（Hostile Looters）
敵生存者とも書かれる、白いガスマスクをした一般人の姿をしている生存者。男女問わず居て人種も色々。武器は重火器から日用品まで様々。
本作のアウトブレイク後の世界で火事場泥棒や殺人などを行っている。オブスキュリスやマニアックとも敵対している(ただし、サンドラ女王とその手下とは敵対していない)。中にはオブスキュリスが捕まえた生存者を入れているコンテナや通信機を設置したコンテナを奪って占拠しているものもいる。
序盤から登場するが、全体的にゾンビを上回るステータスで、更に死ぬとランダムでなりたてゾンビへと変貌する。
『FRANK RISING』でも残党が登場。但し、初っ端からゾンビフランクさんに虐殺される上にミニゲームで撃破ターゲットにされるなど可哀そうな扱いである。
敵性略奪者（ボス）
『Frank rising』に登場する、セーフハウスを占拠した敵対的な生存者のボス二人組。コンボ武器の「フレイミングソード」を持った男性と「アイスソード」を持った女性。
手下をゾンビ化したフランクに殲滅された上、屋上にて二人がかりでフランクに挑んでくる。耐久力が高く体力バーが表示されている。お姫様蜂回収ミッションの敵であるために倒すまでの時間制限があるほか、ボス格であるためスキルムーブに相当する「フィースト」を振りほどいて無効化する。
最終的にはフランクに返り討ちに遭い死亡した。
トムの手下（Tom‘s Henchmen）
トムの手下達のうちハモンドの処刑に賛同した者たち。素顔であり仲間の印としてアームバンドを身に付けている（但し長袖なので見えない）。
上記の「敵対的な生存者」と同様に重火器から日用品まで様々な物を武器とする。耐久力は白いガスマスク姿の敵対的な生存者より低い。
当初はトム共々無害なNPCだったが、トムの暴走に伴い敵と化す。セーフハウスを占拠したり、トムの農場にてハモンドの仲間を殺そうとしたが、駆けつけたフランクによって皆殺しにされた。
なお、トムの手下の中でも好戦的な「マスクの奴ら」とは立場が微妙に異なり「逆らえば殺されるから」と消極的にトムに従っている様子がうかがえる。
オブスキュリスの兵士
民間軍事会社オブスキュリスの地上部隊に所属する兵士。全員防弾ベストを着用している。
白いガスマスクの敵対的な生存者や後述のマニアックと比べて重火器を扱う者が大半であるのに加え、シールドと対ゾンビ戦用の斧であるミリタリーアックス等の対ゾンビ戦に適した本格的な武器を扱う。
フランク、白いガスマスクを身に付けた敵対的な生存者、マニアックとは敵対関係にある。中には生存者をコンテナに閉じ込めていたり、コンテナの上に通信機を設置し、その通信機を守っているものがいる。
オブスキュリスの士官
「Frank rising」と『カプコンヒーローズ』のミニゲームに登場する。
橙色のベレー帽を被ったオブスキュリスの小隊長。武器はハンドガン。
制限時間内に倒す必要がある。体力バーが表示され耐久力が高く、「フィースト」を振りほどいて無効化する。さらに護衛としてエキゾ兵や敵兵が沢山いる。
エキゾ兵（EXO-Troopers）
少数精鋭のみに装備が許可されているエキゾスーツを装備したオブスキュリスのエリート兵士。素手、専用のバトルアックス、ミニガンの三種類存在する。
乗用車をアルミ缶の如く殴り飛ばす程のパワーと重量、装甲による高い防御力を併せ持ちスキルムーブも使用できるが、その反面、重さで動きはやや鈍い。また、ゾンビフランクのスキルムーブの代わりである「フィースト」は振りほどいて無効化するが、最大まで強化された「ハウリング」で即死してしまう。
『マルチプレイヤー』の中ボスとして「下水道の王」や「キャプテン」という名前のエキゾ兵がいる。
武装したエキゾ兵（Armed Exo-troopers）
エキゾ兵用に造られた専用ガトリングガンを携行したエキゾ兵。
体力バーがあり、耐久力が通常のエキゾ兵より高い等の差がある一方、背中に弾薬ケースを背負っており背後から一定のダメージを受けると誘爆して爆死する。また、中ボス格の敵としては唯一、フランクのスキルムーブが通用し、喰らうと即死する。
火炎放射器兵（Flametroopers）
オブスキュリスの特に強力な兵士。改良型エキゾスーツと大型火炎放射器を装備している。
頭部も装甲で覆われ、正面からの攻撃をガードするなど防御力が非常に高く、近距離では火炎放射を遠距離では手榴弾で攻撃してくる上にフランクのスキルムーブを即座に振りほどくなどマニアックレベルの難敵であるが、その一方で動きがやや鈍く、武装したエキゾ兵のように背後の燃料タンクが剥き出しである。
最初に登場する一人はジャンクヤードにてフォンタナ司令官からフランクさんの抹殺を命じられ、タイマンを挑むも背後の燃料タンクを破壊され死亡した。以降も別人が要所で中ボスとして立ち塞がる。

### マニアック
過去作までにおける"サイコパス"にあたる、理性を失った人間達。所謂「雑魚」と「ボス」が存在し、「雑魚」は「ボス」の手下である。
過去作と異なりボスクラスのキャラクターも特別なセリフがあるNPC程度の扱いで、過去作のような特殊出演や登場・撃破時のムービーも無くなっている。
後にアップデートで武器が変更され、今までのシリーズで使われたBGMが流れるようになった。

#### 雑魚
全員、スキルムーブで即死させることができる。
サンドラの手下（公式名称不明）
歴史学会の人々で全員が中世の騎士の甲冑に身を包み、サンドラを女王と呼ぶ。
メイスや盾やストーンスピアやハルバートなど（古めかしい武器）で武装しており、盾と矛を装備したものは正面からの攻撃をガードするが、スキルムーブは効くので即死させられる。
モール内の中世を模したエリア「メディーバルタウン」を占拠し、事件2以降は中世エリアのHumburger Fiefdomの上の部屋に現れる。
クリス(Kris)
サンドラの手下で「メディーバルタウン」の門番。武器は剣と盾。
フランクの挑発に乗せられ、ゲートを開けてしまい、フランクに襲い掛かってくる。
サディスティッククロースの手下（公式名称不明）
フランクより一回りも小柄で、緑色の服のエルフ(妖精)の格好をしている。日用品やおもちゃで武装する。
体力・攻撃力が低く、弱いという作中最弱の雑魚マニアックである。
キャプテン・ブラックフライデイビアードの手下
男は全員白人、女は全員黒人。男は上半身は処刑人で下半身は海賊の格好、女はサメの着ぐるみを纏う。
男は海賊の斧等の殺傷力が高い武器で武装している一方、女は宝箱等のあまり実用的では無い武器で武装しているがボウガンを持つものも居る。
シビルの手下（公式名称不明）
黄色い防護服とガスマスクを身に付けている。
人間をゾンビ化させるマニアック専用武器「入門銃」やハンドガンやサブマシンガン、コンボ武器のアシッドガン等で武装している。
ロバート(Robert)、ワンダ(Wanda)
フランクの目の前で捕らえた生存者を入門銃で撃ち、なりたてゾンビに変貌させた二人。
グリムゴブラーの手下（公式名称不明）
ラグビー選手の格好をしている。フランクだけでなくオブスキュリスに対しても激しく敵対する。
ラグビーボールと爆弾を組み合わせたマニアック専用武器「サッカーボール爆弾」を投擲する他、突進して素手でスキルムーブも繰り出す。
カルト教団
カルトリーダーが従えるカルト教団「トゥルーアイ」の信者達。オブスキュリスとも激しく敵対する。
第一作に登場したトゥルーアイのかつてのリーダーであるショーン・キーナンの手下「カルティスト」と似た格好をしている。
カルト教団の剣や火炎瓶で武装し、マニアック専用武器「ダイナマイトの束」を抱えて自爆する等の攻撃手段も似ている。
スケアーキングの手下
「13日の金曜日 part2」に登場する殺人鬼ジェイソンに酷似した姿をしている。
チェーンソーやピッチフォーク等の農具で武装し、火属性の攻撃を完全に無効化する。

#### ボス
全員、掴むタイプのスキルムーブは振りほどくため通用しない。
アップデート前はコンボ武器で武装していたが、アップデート後は専用武器を手にスキルムーブを頻繁に繰り出すようになり、個性や戦闘力が大幅に強化されている。
サンドラ女王 (Queen Sandra)
ゲーム中で初めて遭遇するマニアックで、唯一シナリオ上必ず戦う必要がある。
歴史学会研究者の女性で派手な装飾が施された甲冑に身を包んでいる。
ショッピングモールの中世エリアを占拠し、周りに騎士の格好をした手下のマニアックを引き連れ自身も騎士の格好をしマニアック専用武器「炎の鎚矛と盾」で武装している。
正面からの攻撃をガードする他、スキルムーブを仕掛けてくる等、最初のボスとしてはかなり強い。また、本来はコンボ武器「あの日の鉄拳」のスキルムーブである、地面を叩いて爆発を起こす攻撃も繰り出す。モールの中央に向かう道中の道を塞いでおり、後に道を通るために現れたフランクに倒される。倒すと炎の剣を入手可能。
事件2ではサンドラ女王によって肉屋の冷凍庫に閉じ込められたジョンという男性を救出するミッションが発生する。
サディスティック・クロース (Sadistic Claus)
サンタクロース姿の元ショッピングモールサンタで、ショッピングモールの元従業員。
「ウィラメッテ・クリスマスツリー・ロット」をエルフのコスプレをした小柄な手下達と共に占拠していた。
マニアック専用武器「おもちゃ袋」を振り回し、爆発するおもちゃを広範囲に撒き散らすスキルムーブを頻繁に繰り出す。ダブルラリアットやら地面を袋で叩き爆発を起こすなど高火力系。
最初にエルフの格好をした手下をフランクにけしかけるが、手下が全滅すると一対一の勝負を挑むも倒される。
キャプテン・ブラック・フライデービアード(Captain Black Fridaybeard)
本名不明の白人男性。役者でありPirates Voyage showで海賊船長役を演じる予定だった。片足は義足。
ショッピングモールのCaribbean Coveを乗っ取っている。自らを海賊だと思い込んでおり、生存者を海賊船から叩き落してはサメの着ぐるみを着せた人間に殺させていた。また、海賊船船長の格好をしてマニアック専用武器「剣とピストル」で武装する。
手下が全滅するか攻撃を受けると一対一のバトルとなり、フランクに倒される。
シビル(Sibyle)
ゾンビを独自に研究していた研究員。ピンクのガスマスクで顔を隠し、緑色の防護衣を着ている。
生存者を捕らえては人体実験をしており、後に部下共々フランクの目の前で次々と人間をゾンビ化させるマニアック専用武器「入門銃」で捕らえた生存者を撃って「なりたてゾンビ」へと変貌させていた。
上記の銃に加えその上でコンボ武器のアシッドモールやアシッドグレネードを武器とする。また体力はマニアックの中で一番低いが、攻撃力は高い。
なりたてゾンビの大群をけしかけるも、なりたてゾンビが全滅するかフェンスが破壊されてフランクに襲い掛かるが、返り討ちに遭って倒された。
グリム・ゴブラー(Grim Gobbler)
鶏のキャラクター「ターキー」の着ぐるみをきた男性。コーチ兼スクールマスコット。
West RidgeのWillamette中学校の体育館を乗っ取り、ラグビー選手の格好をした手下を引き連れて秘密結社を開いていた。
ダブルラリアットや両足タックル等のスキルムーブを仕掛ける。部下の専用武器サッカーボール爆弾もやっかい。
手下と共に手で戦いを挑むが、フランクに倒された。
カルトリーダー(Cult Leader)
第一作にも登場したカルト教団「トゥルーアイ」の次世代リーダー。本名不明。
日本人レスラーのマスクをかぶり、白い衣装を纏っているほか、マニアック専用武器「ダイナマイトの束」や「生贄の大剣」で武装する。
アウトブレイクから避難した生存者をモーテルに泊めるフリをして襲っていた。仲間がフランクに殲滅されるか自分が攻撃を受けると、フランクを神に見放されたものとして襲い掛かるが、倒される。
第一作目に登場したトゥルーアイの旧リーダー、ショーン・キーナンと似ているが、戦闘力にはかなりの差がある。
スケアーキング (Scare King)
オーバーオールとジャックオランタンを模した着ぐるみの頭を身に付けている。元は劇団に勤めていた小学校子ども劇団の指導員。本名不明。
三つの火球を発射する通常のものと異なる特殊な「火球発射機」と鎌に似たマニアック専用武器「刈り取り機」で武装し、炎を伴った詳細不明の瞬間移動を駆使する。マニアックの中で体力が一番高く、火属性の攻撃を完全に無効化する。
フランクがゾンビを引き連れて来ると勘違いし、案山子の格好をした仲間をけしかけるが、仲間が全滅すると姿を表し対峙するもフランクに倒される。
過去にショーをフランクさんに台無しにされた恨みがある模様。

### ボス
マニアックと違い、体力バーがキャラクターの頭上ではなく画面上側に表示される。いずれも倒さなくてはストーリーが進まない。
オブスキュリスの大尉（Obscuris Lieutenant）/ジェームズ・キャバレロ(James Caballero)
短髪で少し強面なオブスキュリスの副司令官で階級は大尉。32歳。
序盤ではフランク達の乗っていたヘリコプターを指令を受けて撃墜する。中盤では改良されたエキゾスーツを装備し、火炎放射器を携行してフランクと対峙するが、返り討ちに遭ってエキゾスーツが暴走し、最後は空中爆散して死亡する。
ボス戦では改良されたエキゾスーツを装備しているため通常の火炎放射器兵より耐久力が高く、当初はダメージを与えられない高台にいてエキゾ兵を含む部下の兵士達にフランクを攻撃させるが、部下が全滅するとフランクに戦いを挑む。一定のダメージを受けると再び高台に逃げて部下達を呼び攻撃させる。以降はこの行動パターンを繰り返す。弱点は火炎放射器兵と同じく背中に背負った燃料タンクで、掴むタイプのスキルムーブが通用しない一方、背後からノックバック攻撃を受けるとダウンし、その状態で近付くと特殊なスキルムーブ「ダブルハンマー」で追い討ちをかけることができる。
最後は三度目のフランクさんとの闘いの末、燃料タンクのチューブを引き抜かれ爆散した。
マリア・エレノア・ラケル・フォンタナ(Maria Eleanor Raquel Fontana)
髪を後ろで団子に纏めた茶髪に気の強そうな顔をした民間軍事会社オブスキュリスのベテラン司令官。オブスキュリスの親玉といえる人物で、作中では一貫して「フォンタナ司令官」と呼ばれる。
まじめで厳格な性格でどんな過酷な状況でも仲間を見捨てず任務を完遂する人物だが、結果を出すことに関しては非常にせっかちになる。
政府からの依頼でゾンビから不死治療薬を作成しようとしていたが、途中で知能のあるゾンビが現れてから計画は変更され、知能を有しているいわゆる「進化型ゾンビ」を訓練させて安価の労働力として利用した方が不死治療薬作成よりも儲かる為、半ゾンビ化した自身の部下コールダーを捕獲しようとしていたが幾度となく失敗し、そんな中でアウトブレイクの真相を知ったフランクを殺そうと画策、終盤では軍事基地の地下でアウトブレイク発生の秘密を完全に知ってしまったフランクに襲い掛かる。
ボス戦では50口径ピストルでの銃撃やフラッシュグレネードでの目眩まし、機敏な動きと体術で攻撃してくる。また、他のボスと同様に掴むタイプのスキルムーブは振りほどくため通用しないが、爆発を伴う攻撃（おもちゃ袋によるグラウンドアタック等）に巻き込まれるとその場でふらつき、その時に近付くと特殊なスキルムーブ「膝蹴り」で追い討ちをかけることができる。
最後は自分を追ってきたコールダーに捨て身のグレネード攻撃を仕掛けるが効果も無いまま逆に致命傷を負い、最後はフランクに看取られる形で息絶える。
トム・ピックトン(Tom Pickton)
声 - クリストファー・ベイ
ハゲかけ頭に髭面の白人男性。ハドソン酪農場の元オーナー。40後半から50位の年齢。
幼少の頃からサバイバル技術を磨いており、その能力がいつか必要になる日があると思う等の真面目な面もあるが、一方では少しでも意に背くと裏切り行為として扱うなどの冷酷な一面も見せている。
アウトブレイク発生後は民兵団を自ら立ち上げてリーダーとなるが、中盤では襲撃の失敗の責任をハモンドの責任とし、ハモンドを処刑しようとしたところを逃げられる。その後、ハモンド達のクーデターの失敗に乗じて反逆者とされた生存者を部下に殺させ、ハモンドを再び捕まえて処刑を行おうとしたが、ハモンドを追ってきたフランクが登場したためにハモンドに逃げられ、直後に白いガスマスクを身に付けた「敵対的な生存者」を手下として従えた上でフランクに襲い掛かる。
ボス戦ではフランクの近接攻撃が届かない高台からショットガンでの狙撃や手製の爆弾の投擲を仕掛け、無限に出現する敵対的な生存者をけしかけるが、一定のダメージを受けると別の場所に逃げる。
最後は処刑もハモンドのためを思って行ったと命乞いするが、その非常識な一言に激怒したハモンドにより建築現場から蹴り落され転落死する。
コールダー兵長 (Lance Corporal Calder)
声 - ニコラス・アントン
本作のラスボスで、ゾンビであり人（「サイコ」）である中間の存在であるため、人間と変わらない知性や自我を持つ。フランク曰く「エキゾスーツとゾンビの間にできたでかくて凶暴な赤ん坊」らしい。
元はオブスキュリスの海兵部隊軍曹の白人男性で広いデコに逆立った短髪をしていた。性格は任務を真面目にこなす人物であったが、ややサディスティックな面があった模様。
中間となってしまった理由はバーナビーの研究所を調査していた際に事故により逃げ出した寄生蜂に寄生され、最後の力を振り絞ってゾンビ化した人間を治療する機械を万全でないまま作動させたため。
上記の事故でゾンビかつ人と化した後、心的外傷から狂気に染まったとソシオパス化してしまい、半ゾンビ化の影響か「人間を滅ぼしゾンビが食物連鎖の頂点に立つ」という狂った野望を掲げるようになる。封鎖された地下下水道をアジトに人間だった頃と変わらない知性や理性を有して自身には劣るものの一定の知性と人間を上回る身体能力・耐久力を持つ進化型ゾンビ達を統率し、組織的な集団行動でオブスキュリスを自分を捕獲しようとするオブスキュリスをことごとく返り討ちにし、見せしめとして隊員の顔の皮を剥がして吊るす残虐な行為を行う。終盤ではアジトでバーナビー博士の記録を盗んだフランクに次々とドラム缶を投げて爆発で焼き殺そうとするも逃げられて失敗し、後にショッピングモールでフランクと対峙する。
破損した初期型のエキゾスーツを装備しており、手榴弾で攻撃してくる。一定のダメージを受けると電力を補給することで再生し、更には部下の進化型ゾンビを呼び出して攻撃させる。また、進化型ゾンビを全滅させると再生を止めてフランクに直接襲い掛かるが、また一定のダメージを受けると再び電力で回復を図り、以降は同じ行動を繰り返す。
最後はヴィックに電光パネルの電力供給を遮断されて回復出来なくなって敗北し「これでもうヒトを脅かすものは無い、食物連鎖は変わらない」と言い残し、壊れたエキゾスーツの発火によって焼死した。
「カプコンヒーローズ」ではあえて生身のクラシック・フランクで対峙することも可能であり(最初はまともにダメージが通らないが、改めてクラシック・フランクに変身することでダメージを与えられるようになる)、フランクの超人度合いに拍車がかかる。
ロイヤル進化
女王蜂に寄生された一回りも大きい進化型ゾンビ。コールダーの後継個体。周囲を飛び回っている蜂は紫色に発光する。
耐久力・攻撃力は進化型ゾンビを大きく上回り、「フィースト」やスキルムーブを振りほどいて無効化する。「Frank rising」にて、進化型ゾンビ複数体を従えて学校の体育館にてフランクの前にボスとして立ちはだかり、ゾンビ同士の戦いを繰り広げる。
「カプコンヒーローズ」ではジル・バレンタインの一回目のヒーロー演習で大きさは小さいがワイナリーの地下で戦うことになる。

### マルチプレイヤーのボス
どのボスもマニアックより体力が高く、手下がいない。常時スーパーアーマー持ちも多い。
特定の条件を満たすとKichiro広場にゴングが出現し、壊すと戦闘が始まる。倒すまでKichiro広場を出ることが出来ない。

恐怖のサンタクロース(Santa Claus)
Episode1のボス。
本名不明の白人男性。サンタクロースのコスチュームに丸眼鏡で更におもちゃ袋を背負っている。
コンボ武器のキャンディケインクロスボウやガラスナックルを武器として使用する。武器を持ち替える時には爆弾入りのプレゼント箱を大量にばらまいてくる。

モノロヴァ(Monorova)
Episode2のボス。
白人女性。何故か服装や髪型はランダム。動きが早い。
コンボ武器のフレーミングソードとアイスチェーンガンを使って戦う。アイスチェーンガンに武器を変更した際は氷属性の爆発を起こし、フレーミングソードに武器を変えた場合は火属性の爆発を起こす。

ボム(Bhom)
Episode3のボス。
見た目はただのエキゾ兵。
スキルムーブやアシッドグレネードを使ってくる。スキルムーブの判定が広く、攻撃力が高い、動きも早い等、通常のエキゾ兵のスキルムーブとは異なる。彼の投げるアシッドグレネードの攻撃以外ではダメージが通らない。

アシッドサラ、アイスサラ、ファイアーサラ(Acid Sara、Ice Sara、Fire Sara)
Episode4のボスでマルチプレイヤーのラスボス。
Acid Saraは酸属性のフレーミングヘルメットを被っており、酸を撒き散らしながら逃げ回る。Ice Saraは氷属性のフレーミングヘルメットを被っており、氷属性のジャンプ攻撃を仕掛けてくる。Fire Saraは火属性のフレーミングヘルメットを被っており、プレイヤーが近づくと炎を纏う。

## マップ
ウィラメッテ(Willamette)
デッドライジングの舞台となった、巨大ショッピングモールのあった町。最後のアウトブレイクから16年を経た現在では復興を果たしているが、再びゾンビの溢れかえる地獄と化した。既にアウトブレイクの起こったブラックフライデーから6週間の月日が経過しており、クリスマスシーズンを迎えている。
『1』ではショッピングモールのみを舞台としていたが、本作では街全体が舞台となる。
ウィラメッテメモリアルメガプレックス(Willamette Memorial Megaplex)
ウィラメッテ中央にある巨大ショッピングモール。16年前の事件のアウトブレイクの事件の記念として建てられたショッピングモールだが、グランドオープンから1日もたたずにアウトブレイクでゾンビの巣窟となった。
Old Town

West Ridge

North Peak